# Sclaters naaktoogkaketoe
De Sclaters naaktoogkaketoe (Cacatua sanguinea gymnopsis), is een vogel uit de orde der papegaaiachtigen en de familie der kaketoes. Hij is een ondersoort van de naaktoogkaketoe (Cacatua sanguinea).

## Uiterlijk
Deze ondersoort heeft een zalmroze vlek tussen de ogen en snavel snavel welke minder opvallend is dan de vlek bij de nominaatvorm. De naakte oogrand en de kale plek onder de ogen is grijs-blauw gekleurd. Het verenkleed is verder in zijn geheel wit evenals de kleine kuif. De krachtige snavel is lichtgrijs van kleur, de poten zijn grijs. De vogel wordt tussen de 36 tot 38 cm groot.

## Leefgebied
Deze kaketoesoort komt voor in de binnenlanden van centraal en het oostelijke deel van Australië. De vogel is te vinden in graslandschappen, bossen, mangroves en gecultiveerd gebied.

## Voedsel
Het meeste van zijn voedsel zoekt de vogel op de grond. Het overwegend vegetarische menu bestaat uit zaden, bessen, vruchten, wortels, noten aangevuld met insecten en larven. Op zoek naar voedsel graven de vogels gaten. Ook landbouwgewassen zoals rijst en gierst worden gegeten.

## Voortplanting
Het vrouwtje legt meestal tussen de 2 tot 4 eieren in een boomholte. De eieren worden door zowel het mannetje als vrouwtje uitgebroed. Na ongeveer 25 dagen komen de eieren uit. De jongen vliegen vervolgens na 8 weken uit.